# Tramvajová doprava v Českých Budějovicích
Mezi lety 1909 a 1950 provozovalo město České Budějovice relativně malou tramvajovou síť. 

## Historie

### Tramvaj na matičních slavnostech
První tramvaj jezdila v Českých Budějovicích u příležitosti tzv. matičních slavností. Tehdy vznikla tramvajová dráha dlouhá asi 500 metrů, na které vůz za mírný poplatek přepravoval účastníky akce. V provozu byla pravděpodobně na třetí matiční slavnosti 30. června 1901. Trať vedla rovnoběžně se dnešní ulicí Karoliny Světlé, měla rozchod koleje 600 mm a byla napájena vedením z pivovarské elektrárny o napětí 100 až 120 V.

### Počátky a rozvoj

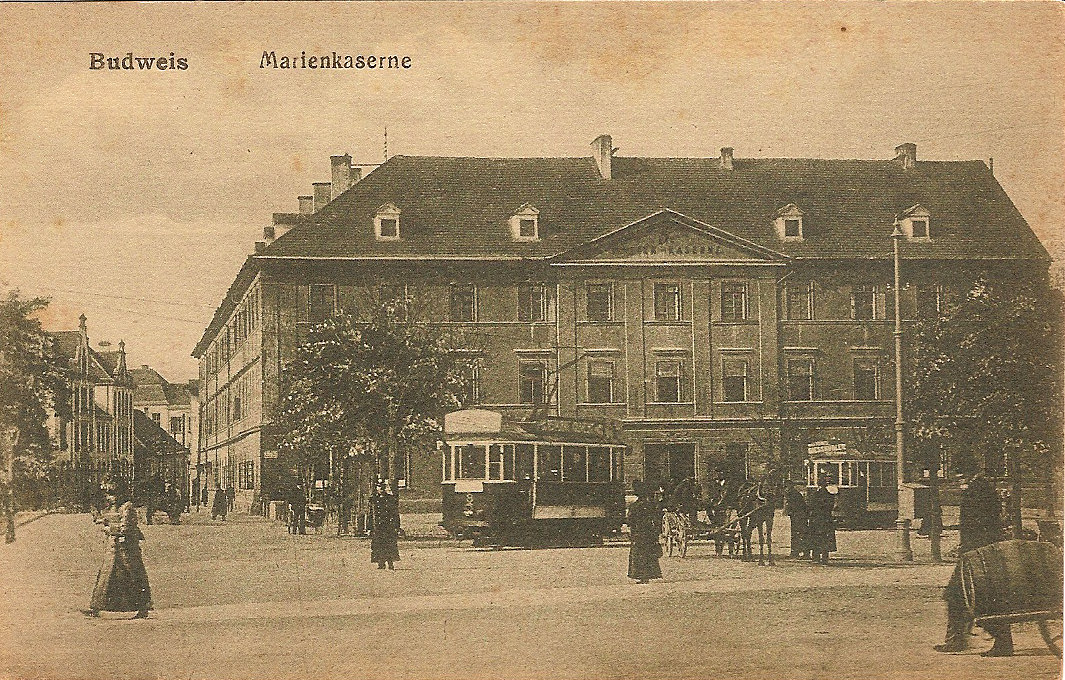
Tramvaj na Mariánském náměstí

Na začátku 20. století se v Českých Budějovicích rozhodovalo, zdali má být zavedena městská tramvajová nebo trolejbusová doprava. Nakonec se město roku 1907 rozhodlo právě pro výstavbu sítě tramvajové (i vzhledem k tomu, že trolejbusy byly teprve na počátku svého vývoje). Stavba tramvajových tratí o rozchodu 1000 mm, které byly jednokolejné s výhybnami, trvala zhruba rok – začalo se v roce 1908 a 24. srpna roku následujícího město získalo licenci pro provoz. Přesto se však cestující mohli svézt tramvají už od 15. června 1909. Jednalo se ale pouze o trať spojující nádraží a Pražské předměstí, trať z dnešního náměstí Přemysla Otakara II. na předměstí Linecké byla zprovozněna až v roce 1910. Tehdy se ale ještě na tomto úseku jezdilo kyvadlově, vzhledem k nedostatečné nosnosti mostu přes Malši. Tento problém byl roku 1916 odstraněn po dokončení mostu nového. Tramvajová linka vedená z náměstí k bývalé Plzeňské zastávce na železniční trati Plzeň – České Budějovice, tehdy vedené okolo tehdejších dělostřeleckých kasáren, byla vedena Krajinskou a Pražskou ulicí.

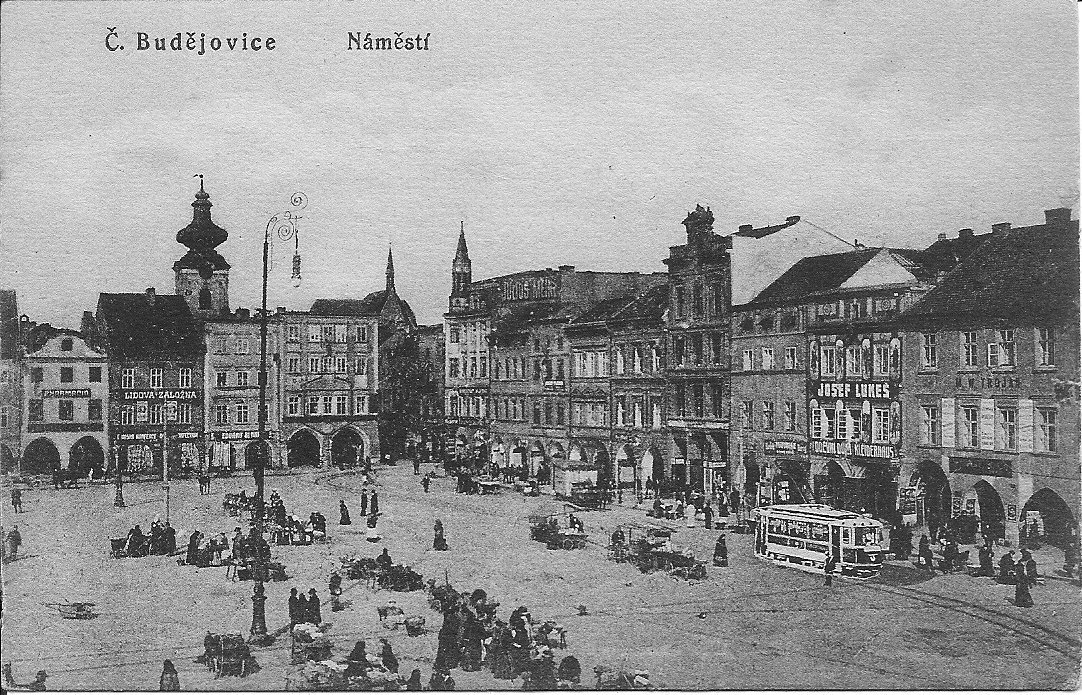
Tramvaj na náměstí (nyní náměstí Přemysla Otakara II.)

Ve městě tak vedly dvě linky, označované L a P (a přezdívané také místními Langsam a Pomalu), právě podle předměstí, kde končily. Linka P však byla ukončena před železniční tratí, protože městu nebylo při výstavbě povoleno křížení tramvajové a železniční trati. K Centrálnímu hřbitovu se pokračovalo trolejbusem.
S novým obdobím první republiky se postupně objevovaly plány na masivní rozvoj tramvajových tratí ve městě. K tomu však nedošlo, a tak v podstatě celá 20. léta zůstal provoz bez jediné změny. Až roku 1936 došlo k rekonstrukci kolejové křižovatky na náměstí Přemysla Otakara II., což umožnilo přímý provoz mezi Lineckým a Pražským předměstím. Téhož roku byl na Lineckém předměstí zrušen koncový úsek trati k Jižní zastávce, který byl nahrazen tratí k dnešní Erbenově ulici.

### Zánik
Během druhé světové války se v podstatě vůbec do tramvajového provozu v Českých Budějovicích nemohlo investovat a tak celý systém zastaral. Již roku 1946 padlo definitivní rozhodnutí nahradit jej trolejbusy. I v této době se objevovaly hlasy, které chtěly zachránit tramvajovou dopravu; vznikaly další studie na výstavbu nových tratí. To však vyslyšeno nebylo a během několika etap docházelo k postupné likvidaci tramvajového provozu. Nejprve se nahradil trolejbusy roku 1949 úsek mezi náměstím a nádražím, následně trať na Linecké (nyní již Krumlovské) předměstí a nakonec na začátku března roku 1950 i poslední, vedoucí z Pražského předměstí na náměstí. Tramvajový provoz byl zastaven někdy mezi 28. únorem a 2. březnem 1950, přesné datum není známo.
Ve druhé polovině 20. století se několikrát hovořilo o opětovném zavedení tramvajové dopravy v Českých Budějovicích, žádné plány nebo projekty však nevznikly.

## Vozový park
Jediná dodávka tramvají do Českých Budějovic se konala v roce 1908, kdy bylo dodáno osm motorových a dva vlečné vozy. Všechny tramvaje byly vyrobeny firmami Ringhoffer (mechanická část) a AEG (elektrická výzbroj u motorových vozů). V roce 1946 přišel jako náhrada za zničený motorový vůz jeden vlečný vůz z Teplic.